# 6226 Paulwarren
6226 Paulwarren eller 1981 EY18 är en asteroid i huvudbältet som upptäcktes den 2 mars 1981 av den amerikanska astronomen Schelte J. Bus vid Siding Spring-observatoriet. Den är uppkallad efter amerikanen Paul Warren.
Asteroiden har en diameter på ungefär 3 kilometer.